# 茶丸
茶丸（ちゃまる、生没年不詳）とは、明治時代の浮世絵師。

## 来歴
師系・経歴不明。茶丸と称す。函館の人かといわれる。明治13年（1880年）に横判の錦絵を描いており、これは函館の金物屋「かね二鉄店」という店の引札であった。なお明治16年刊行の『いろは尻とり即席浮世都々一』には「盛弘舎茶丸」とあり挿絵も描いているが、これが同一人かどうかも不明である。